# Kostel Nanebevzetí Panny Marie (Schirgiswalde)
Kostel Nanebevzetí Panny Marie (německy Pfarrkirche St. Mariä Himmelfahrt) je římskokatolický farní kostel stojící na vrchu Kirchberg v Schirgiswalde (místní část města Schirgiswalde-Kirschau). První zmínka o kostele pochází z roku 1376. Barokní sakrální stavbu zasvěcenou Nanebevzetí Panny Marie a spoluzasvěcenou svatému Janu Nepomuckému vybudoval v letech 1736–1741 lipovský stavitel Zacharias Hoffmann (1678–1754). Hlavní zásluhu na novém chrámu měl budyšínský děkan a apoštolský prefekt Johann Freyschlag von Schmiedenthal (1669–1743). V letech 1866–1868 bylo ke kostelu přistavěno novorománské průčelí s věžemi. Památkově chráněný chrám je jediným kostelem drážďansko-míšeňské diecéze s dvěma věžemi.
Trojlodní chrámová stavba je dlouhá 38 metrů a široká 18 metrů, věže se tyčí do výšky 48 metrů. Jižní stěnu zdobí plastické ztvárnění křížové cesty z roku 1896. Bohatě zdobený hlavní oltář je patrně dílem Františka Xavera Karla Palka (1724–1767/70). Kromě titulárního obrazu oltář zdobí menší vyobrazení Nejsvětější Trojice a sochy světců. Vlevo od vítězného oblouku je umístěna rokoková kazatelna, vpravo pak ztvárnění Bolestné Matky Boží. Naproti oltáři Matky Boží stojí Boží hrob. Hlavní loď zdobí řada soch umístěných na konzolách. Varhany z roku 1975 od budyšínské firmy Hermann Eule disponují 31 rejstříky a 2066 píšťalami. Ve věžích visí tři zvony z roku 1869, v jižní věži je umístěna zvonkohra z roku 1991 složená z 29 zvonků.
Kostel obklopuje hřbitov s hřbitovní kaplí svatého Ducha. Jeden z památkově chráněných náhrobků zdobí socha Krista Krále. Jižním směrem od kostela se nachází barokní fara s mansardovou střechou z roku 1716.

## Historie
Schirgiswalde bylo patrně založeno již ve 13. století, písemné prameny je však prvně zmiňují až roku 1376. V historické listině je k tomuto roku zaznamenán farář Heinrich Herold ze Schirgiswalde, vesnice tak již musela mít vlastní farní kostel neznámého data založení. V polovině 16. století pronikla do vsi reformace, v letech 1552–1628 pak bylo Schirgiswalde evangelické. Rekatolizace vsi skončila roku 1628 a katolická víra se udržela mimo jiné proto, že i po ztrátě Lužice v roce 1635 zůstalo Schirgiswalde českou exklávou. Po rekatolizaci, konkrétně v letech 1628–1676, nemělo Schirgiswalde vlastní faráře a bohoslužby tak vedli kneží z okolních farností. Během třicetileté války utrpěl kostel škody, a proto musel být ve druhé polovině 17. století opraven. Roku 1716 přikročila farnost k vybudování nové fary.

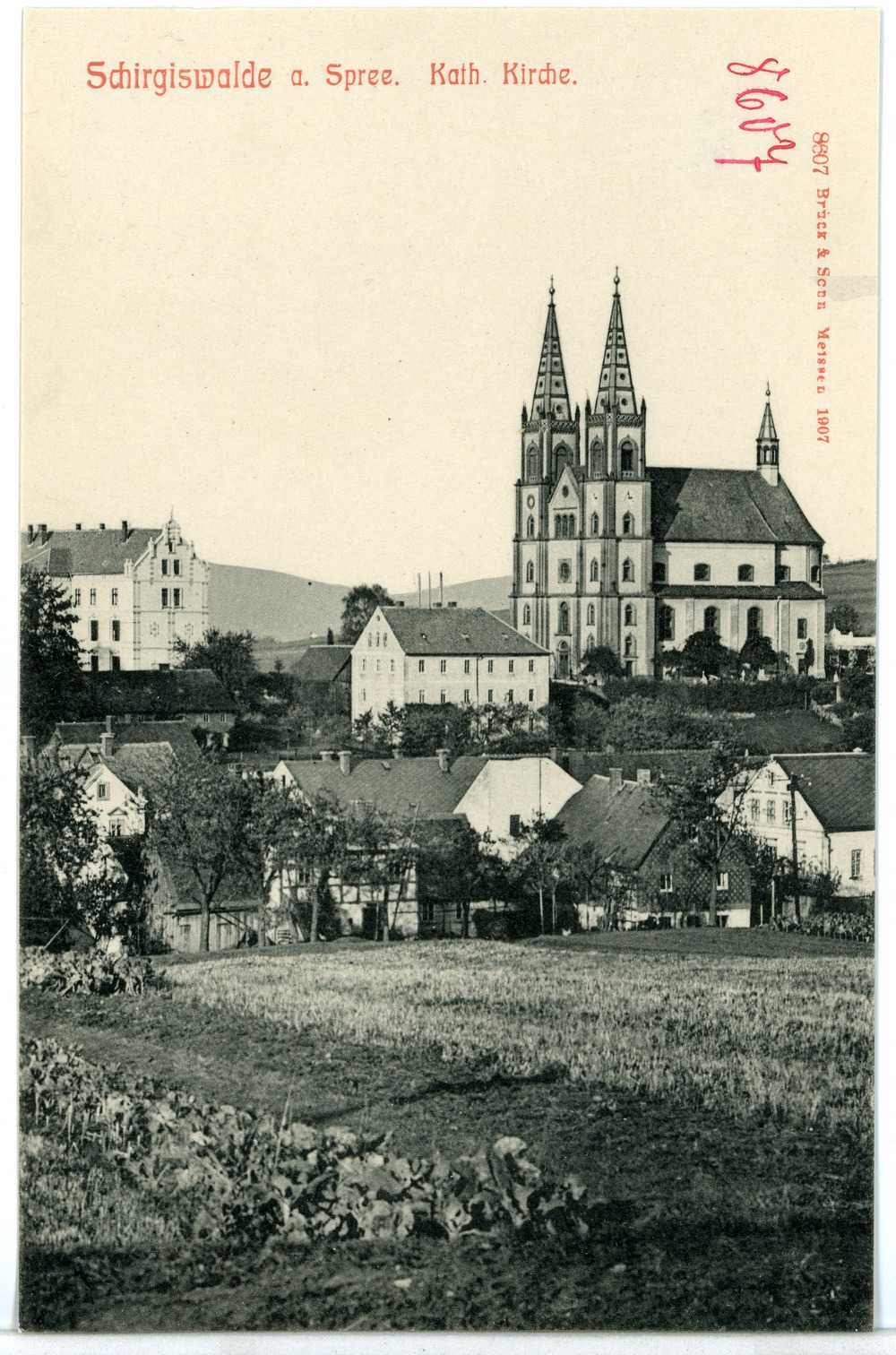
Kostel na pohlednici z roku 1907

Přípravy na výstavbu nového kostela začaly roku 1735. Dne 4. října tohoto roku ji schválil pátý litoměřický biskup Mořic Adolf Sachsen-Zeits (1702–1759). Stavební práce oficiálně zahájil 16. června 1736 budyšínský děkan a apoštolský prefekt Johann Freyschlag von Schmiedenthal (1669–1743), jenž sloužil mezi lety 1705 a 1721 v Schirgiswalde jako farář a byl zároveň hlavním iniciátorem výstavby nového chrámu. Slavnostní položení základního kamene následovalo až po více než dvou letech 15. srpna 1738 a vedl je opět děkan Freyschlag. Realizace stavby byla svěřena hraběcímu staviteli Zachariasi Hoffmannovi (1678–1754) z nedaleké Lipové. Stavební práce vedl místní zednický mistr David Pietschmann a krovy zhotovil rovněž místní tesařský mistr Christoph Sanner. Stavba byla dokončena o tři roky později a 8. října 1741 ji děkan Freyschlag požehnal. Kostel vysvětil 16. srpna 1750 biskup Jakob Wosky von Bärenstamm (1692–1771).
V 18. století se stalo Schirgiswalde letním sídlem budyšínských apoštolských prefektů, respektive biskupů. Až do roku 1809 bylo město součástí Českého království, v letech 1809–1845 pak svobodnou republikou a roku 1845 připadlo Saskému království. Rozsáhlá stavební úprava kostela proběhla v letech 1866–1868 za faráře Jakoba Sauera (ve službě 1861–1887), během které dostal barokní svatostánek přístavbu novorománského průčelí, díky níž se stal jediným římskokatolickým kostelem drážďansko-míšeňské diecéze s dvěma věžemi. Teprve roku 1894 oficiálně skončila příslušnost objektu k litoměřické diecézi. Po obnovení míšeňské diecéze roku 1921 patřil schirgiswaldský kostel mezi důležité chrámy, což dosvědčuje třeba návštěva apoštolského nuncia Eugenia Pacelliho (budoucí papež Pius XII.) nebo pořádání 7. saského katolického dne roku 1925, který navštívilo na 10 000 účastníků. Významné úpravy a opravy proběhly za faráře Hermanna Josepha Scheiperse (ve službě 1960–1983). V letech 1966–1968 se uskutečnila úprava interiéru, při níž kostel přišel o boční oltáře, galerie, vitráže a další kusy mobiliáře. Během let 1971–1972 byly renovovány věže, roku 1974 interiér a v letech 1982–1983 exteriér kostela. Roku 2008 proběhla zatím poslední rekonstrukce kostela.
Schirgiswaldský farní kostel je zasvěcený Nanebevzetí Panny Marie se spoluzasvěcením svatému Janu Nepomuckému. Pravidelné mše svaté slouží místní farář Martin Prause, a to v úterý, ve čtvrtek a v pátek od 8.00 hodin a v neděli od 10.00 hodin. Krom bohoslužeb a různých farních akcí slouží kostel také k občasnému konání koncertů, povětšinou duchovní a vážné hudby. Dvakrát až třikrát do roka pořádá farnost varhanní koncerty. V letním čase je kostel denně otevřený od 8.00 do 18.00 hodin, v zimním od 8.00 do setmění. Kostel je chráněnou kulturní památkou s číslem 09252352.

## Popis

### Exteriér
Trojlodní orientovaná sakrální stavba je postavena v barokním slohu, mladší průčelí s dvěma věžemi je však novorománské. Kostel má délku 38 metrů, šířku 18 metrů, stěny jsou vysoké rovněž 18 metrů a věže se tyčí do výšky 48 metrů. Hlavní loď zakončuje odsazený presbytář půlkruhového půdorysu. Hrubou fasádu žluté barvy člení bílé lizény a jednoduché šambrány bílé barvy. Okna ve spodní řadě jsou větší, zakončená segmentovým obloukem s klenákem, menší okna v druhé řadě mají jednoduchý segmentový oblouk. Průčelí a věže kombinují šedou a bílou barvu, okna ukončuje jednoduchý oblouk. Ze střechy presbytáře vybíhá sanktusník. Plastické ztvárnění křížové cesty z roku 1896 zdobí jižní zeď. Dílo pochází z mnichovské umělecké dílny Fischer a do roku 1976 bylo umístěno na severní stěně. Hlavní vchod jižní stěny doplňují z obou stran pískovcové náhrobníky, nad vedlejším vchodem je umístěn polychromovaný znak Johanna Freyschlaga von Schmiedenthal.

### Interiér

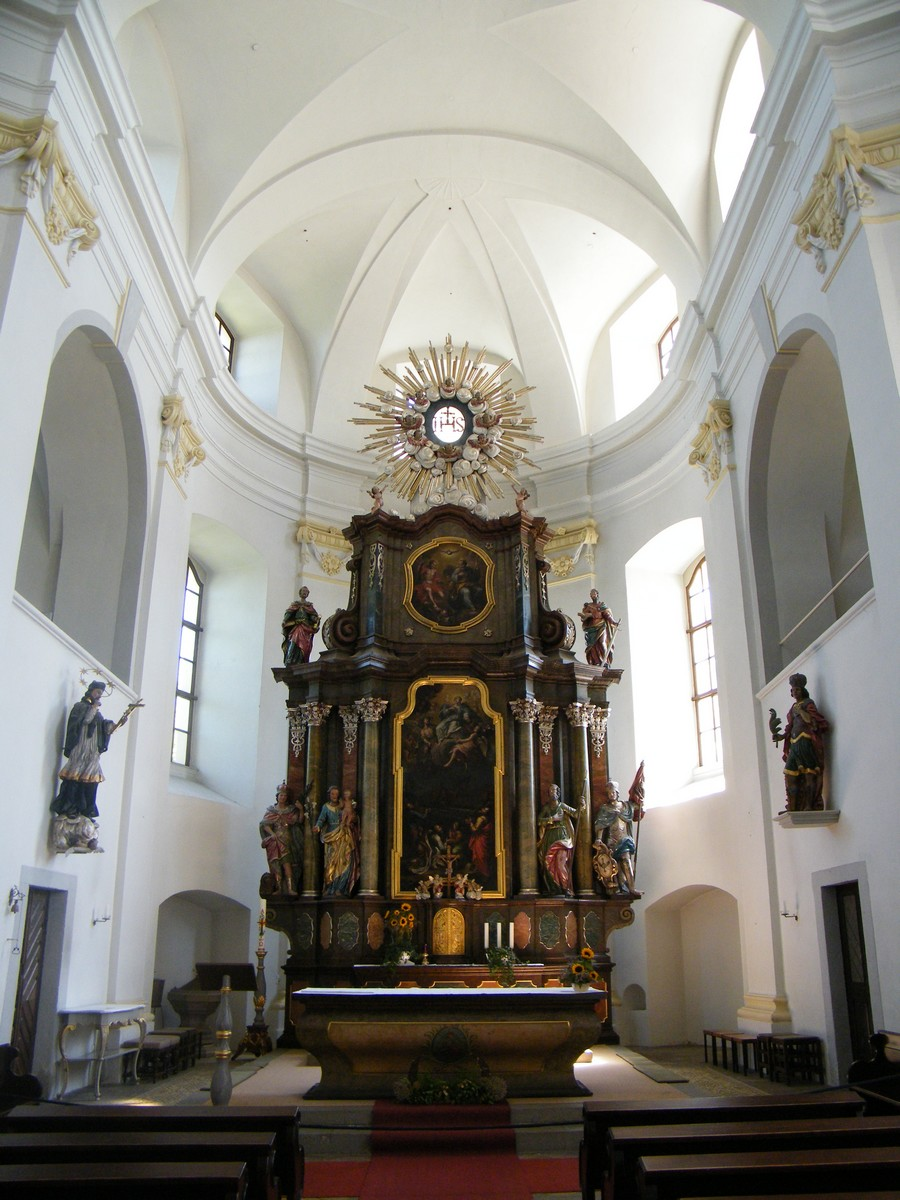
Presbytář kostela s hlavním oltářem

Hlavní loď je sklenuta křížovou klenbou, presbytář pak zakončuje koncha. Bohatě zdobený barokní hlavní oltář pochází z roku 1740. Titulární oltářní obraz znázorňuje Nanebevzetí Panny Marie. Autorství se připisuje baroknímu malíři historických a oltářních obrazů Františku Xaverovi Karlu Palkovi (1724–1767/70). Vlevo od obrazu stojí sochy svatého Víta a svatého Josefa, vpravo pak figury svatého Jáchyma a svatého Václava. Zlacený eucharistický svatostánek, umístěný pod oltářním obrazem, pochází z roku 1903. Vyobrazení nad hlavním obrazem představuje Nejsvětější Trojici, vlevo pak stojí socha svatého Petra a vpravo svatého Pavla. Vrchol hlavního oltáře korunuje svatozář s monogramem IHS uprostřed. Zdobí ji hlavy osmi andělů symbolizující osm blažeností z Kristova Horského kázání. Hlavní oltář byl v letech 1966–1968 kompletně restaurován. Na konzolách po stranách presbytáře stojí vlevo socha svatého Jana Nepomuckého a vpravo svatého Floriána. Obětní stůl před oltářem nese znak biskupa Wosky von Bärenstamm. Kamenná křtitelnice pochází z předchozího kostela.
Vlevo od vítězného oblouku je umístěna rokoková kazatelna, jež pochází od některého z žáků pražské školy. Korunuje ji svatozář se znakem Jahve, pod níž stojí anděl držící desku s desaterem. O něco níže po stranách střechy kazatelny drží dva andělé kříže, přičemž kříž vpravo obtáčí had. Spodní díl kazatelny zdobí figurky andělů a znaky čtyř evangelistů. Reliéf uprostřed představuje Ježíše, který káže z člunu. Vpravo od vítězného oblouku je umístěna Bolestná Matka Boží. Na bočním oltáři je umístěna Matka Boží s malým Ježíšem pocházející z doby kolem roku 1760. Naproti bočnímu oltáři se nachází Boží hrob. Hlavní loď zdobí řada soch umístěných na konzolách. Na pilířích stojí sochy církevních otců, zakoupené z vratislavského dómu roku 1934. Na straně u kazatelny jsou to svatý Augustin a svatý Ambrož, na protější straně svatý Řehoř Veliký a svatý Jeroným. Kůr zdobí socha svatého Benna umístěná vlevo a svatého Bonifáce vpravo, obě vyrobila roku 1907 firma Rifesser z jihotyrolského města Ortisei. Socha na bočním vchodu představuje svatého Antonína Paduánského. Zpovědnice jsou umístěné ve věžních kaplích a v boční lodi, v jižní věžní kapli visí obraz čtrnácti svatých pomocníků. Chronogram nade dveřmi severní věžní kaple připomíná svěcení kostela v roce 1750. Do lavic se vejde přibližně 400 věřících.
Staré varhany nahradily roku 1975 nové od budyšínské firmy Hermann Eule. Elektromechanicky ovládaný nástroj disponuje 31 rejstříky ve třech manuálech a pedálu. V novobarokní skříni je umístěno celkem 2 066 píšťal.

### Zvony a zvonkohra
Ve zvonici visí tři zvony z roku 1869, které pocházejí z dílny Friedricha Gruhla z Kleinwelky. Jsou laděné do tónu Es moll. V sanktusové vížce visí malý sanktusový zvonek. Od roku 1991 je v okně zvonice jižní věže umístěna zvonkohra složená z 29 bronzových zvonků. Nejhlubší zvon zní tónem g3. Zvonkohru vyrobila firma Schilling z Apoldy. U příležitosti 250. výročí vysvěcení kostela ji daroval tehdejší biskup Joachim Reinelt (* 1936). V období od Velikonoc do konce října pravidelně vyzvání v úterý a ve čtvrtek v 15.00 a v neděli v 17.00, příležitostně pak během církevních svátků či při svatbách.

## Okolí kostela
Kostel stojí severně od náměstí na kopci zvaném Kirchberg, podle nějž dostala označení také přilehlá ulice. Obklopuje jej doposud používaný hřbitov s řadou památkově chráněných náhrobků. Jihovýchodně od kostela stojí hřbitovní kaple svatého Ducha z roku 1927. Před ní se nachází biskupská hrobka a kněžská krypta zdobená sochou Krista Krále. Jižně od kostela stojí barokní patrová budova fary s mansardovou střechou. Stavbu dal postavit roku 1716 tehdejší farář Johann Freyschlag von Schmiedenthal. Hlavní přístupové schodiště vedoucí ke kostelu od náměstí z roku 1878 bylo rekonstruováno v roce 2002. Má 64 schodů a stojí u něj socha Ježíše Krista u sloupu. Misijní kříž před kostelem pochází z roku 1860. Naproti západnímu průčelí chrámu stojí Goethova základní škola.

## Farnost
Schirgiswaldská farnost byla založena ve středověku neznámého roku. V letech 1552–1628 byla protestantská, od dovršení rekatolizace roku 1628 je nepřetržitě obsazena faráři. Původně zahrnovala pouze Schirgiswalde a jeho místní části Neuschirgiswalde a Petersbach. Roku 2002 se k ní připojila farnost z Großpostwitz, roku 2007 z Wilthenu a roku 2009 kvazifarnost ze Sohlandu an der Spree. Od roku 1991 pořádá farnost tříkrálové zpěvy.

## Galerie

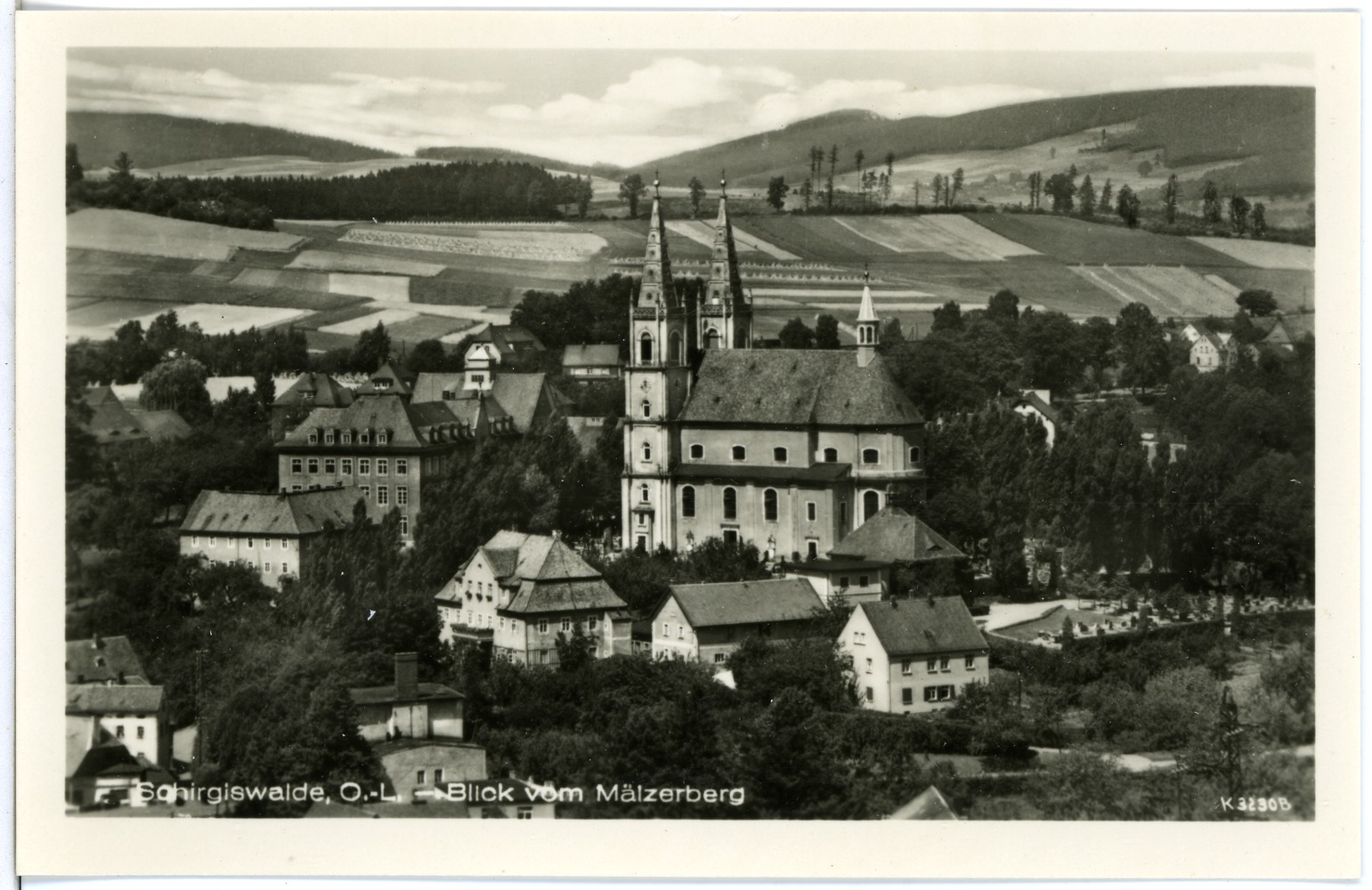
Kostel a fara na pohlednici z roku 1954
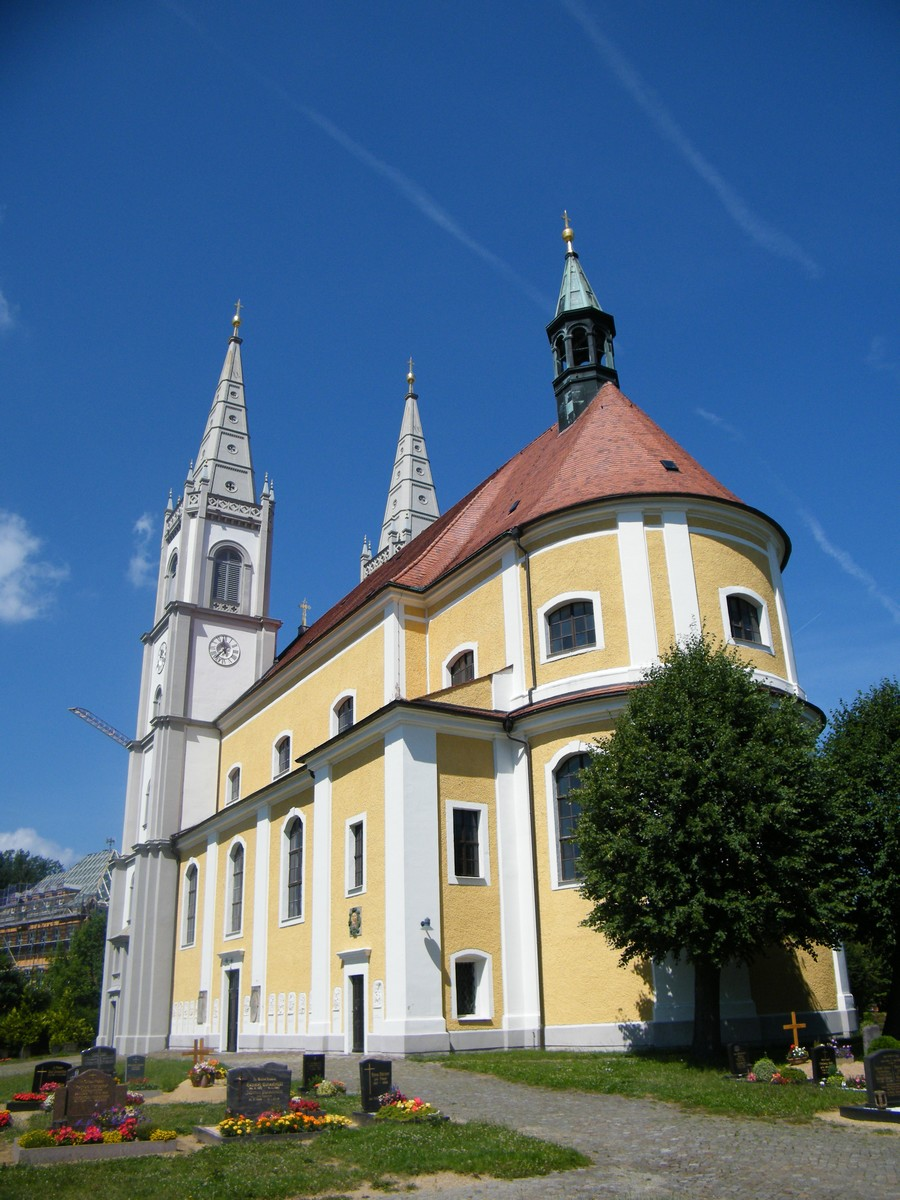
Jižní stěna a závěr kostela
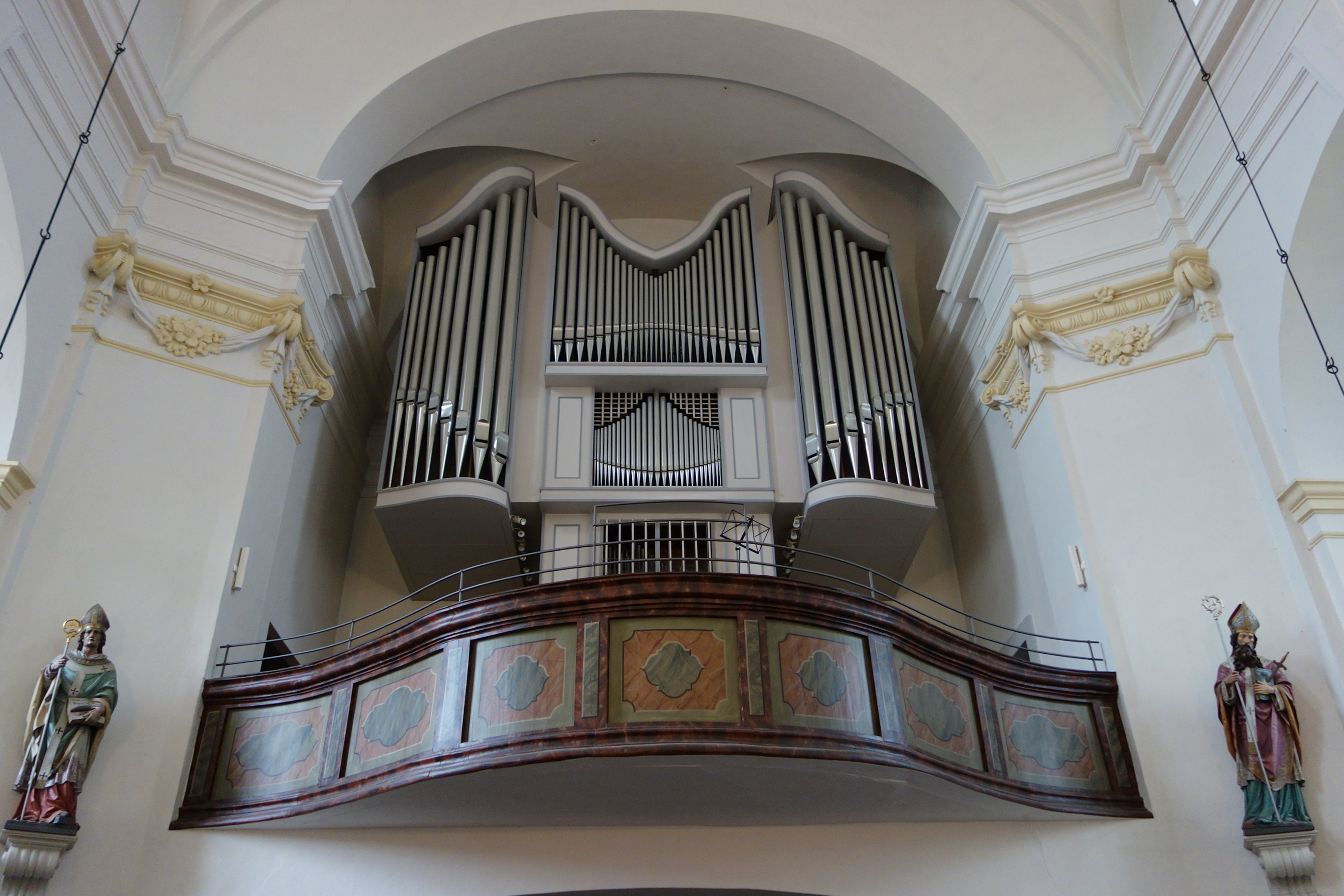
Varhany
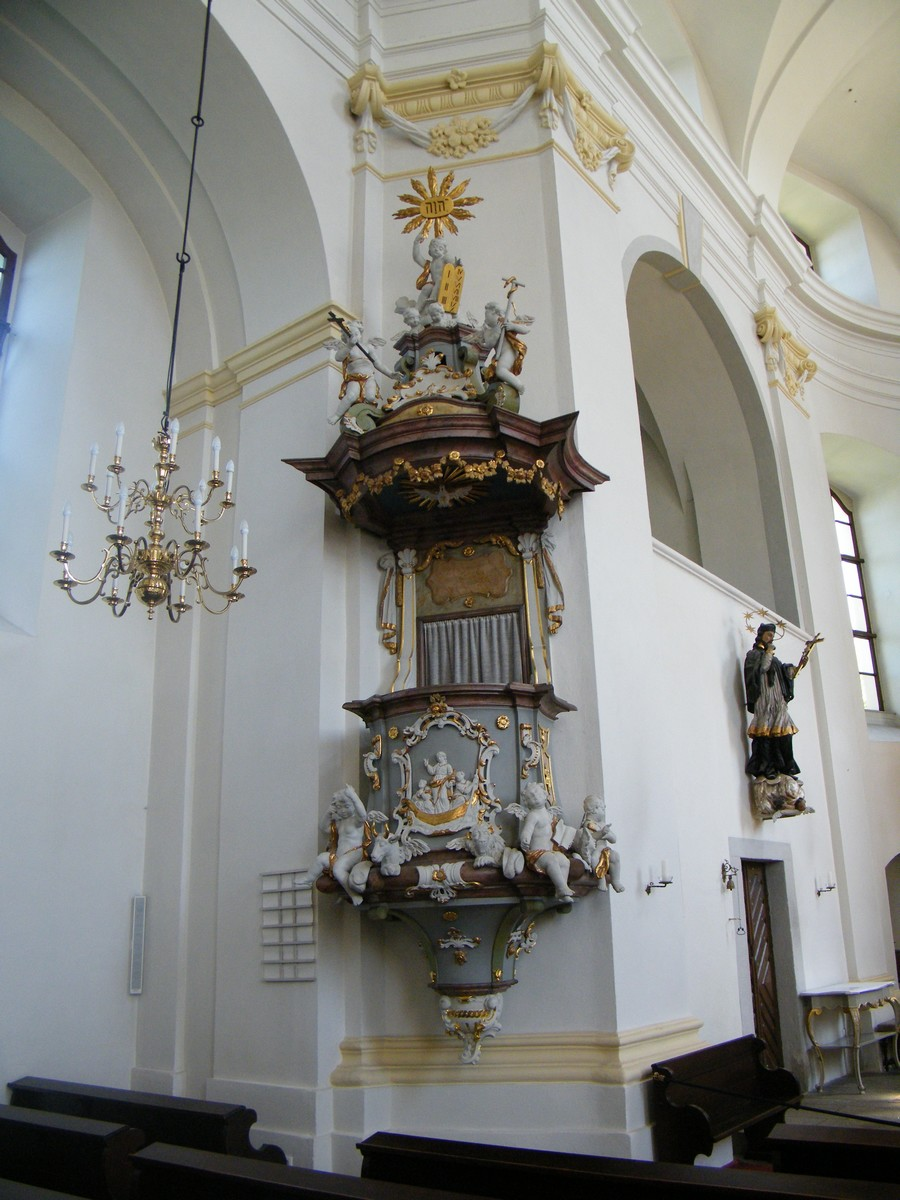
Kazatelna
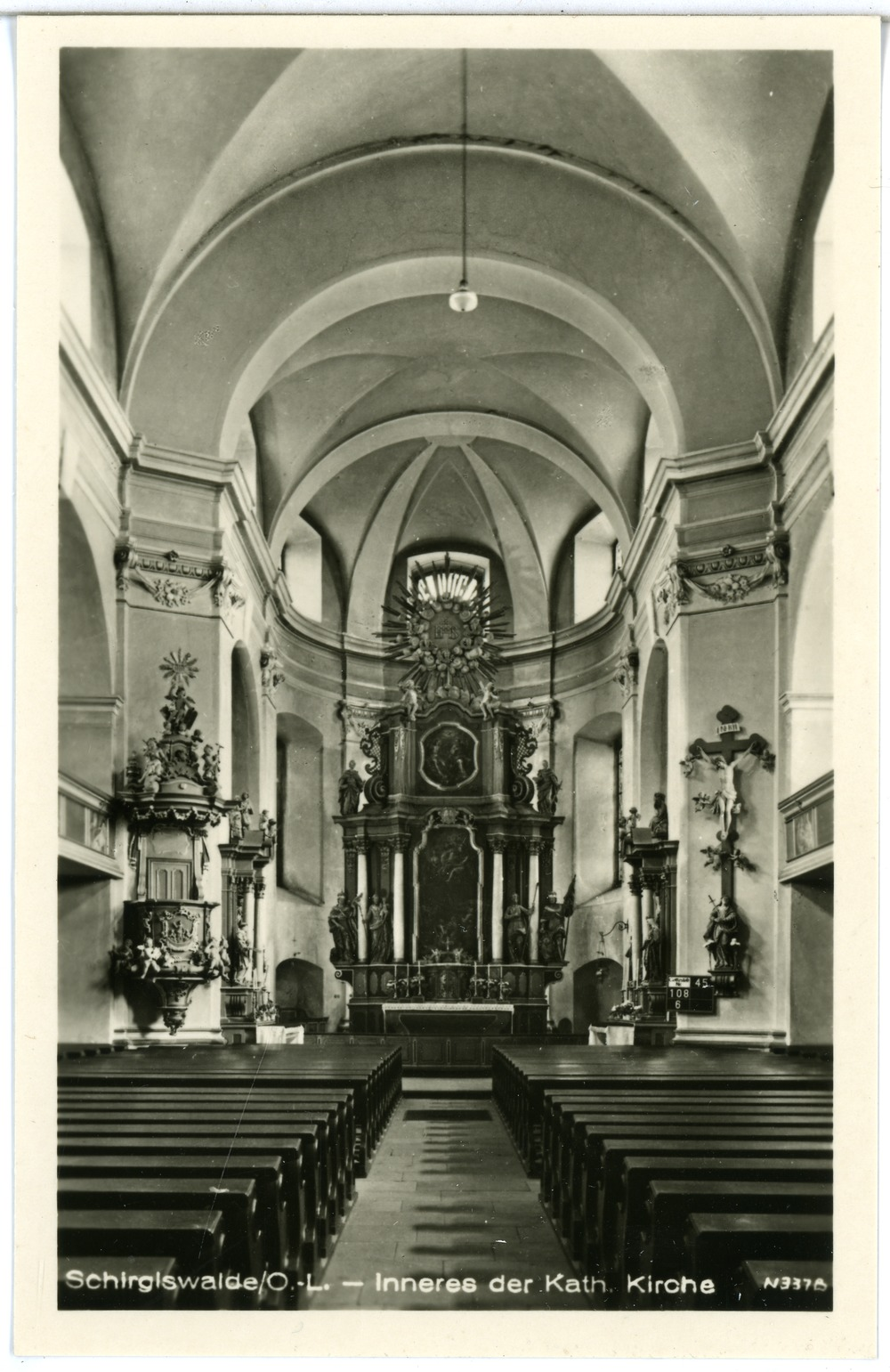
Presbytář na pohlednici z roku 1955
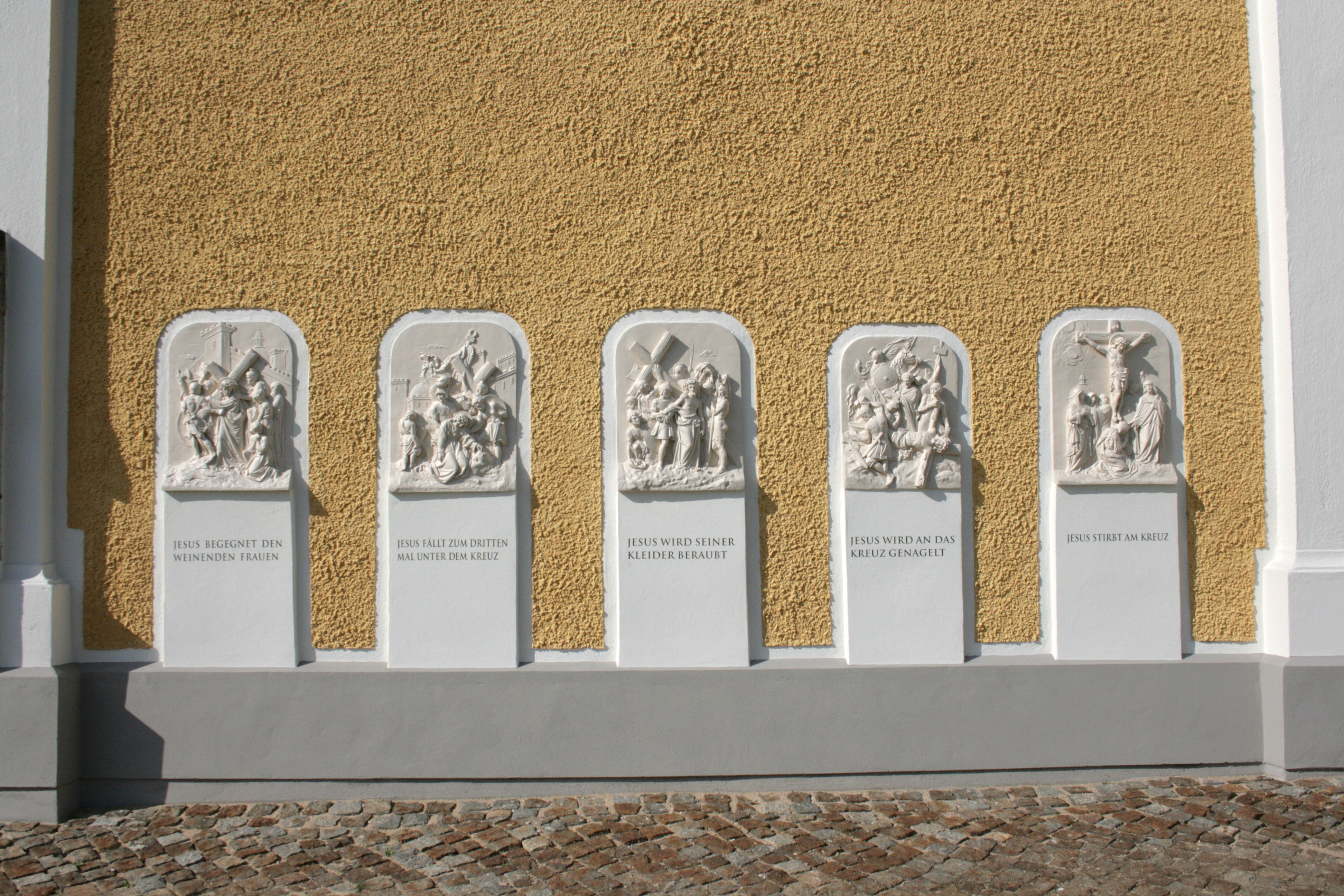
Křížová cesta
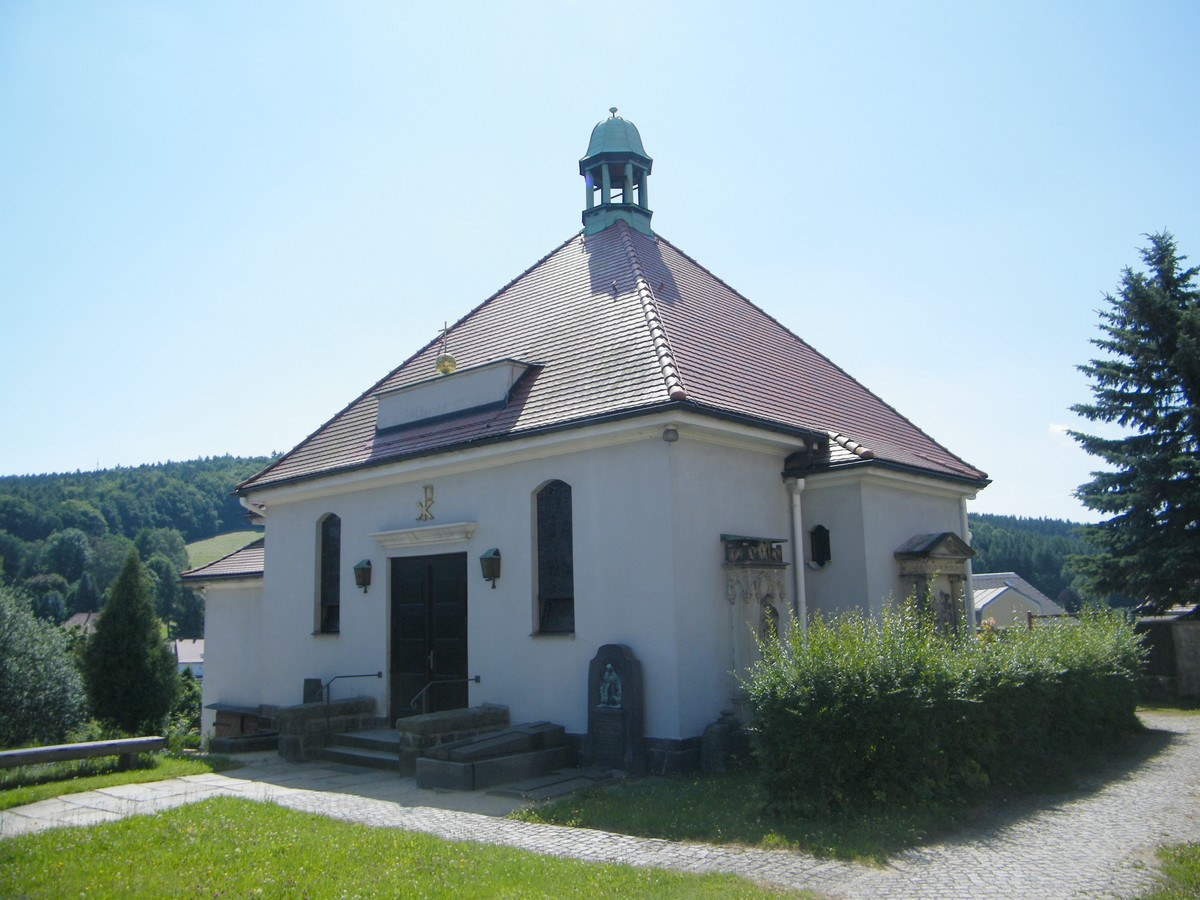
Hřbitovní kaple svatého Ducha
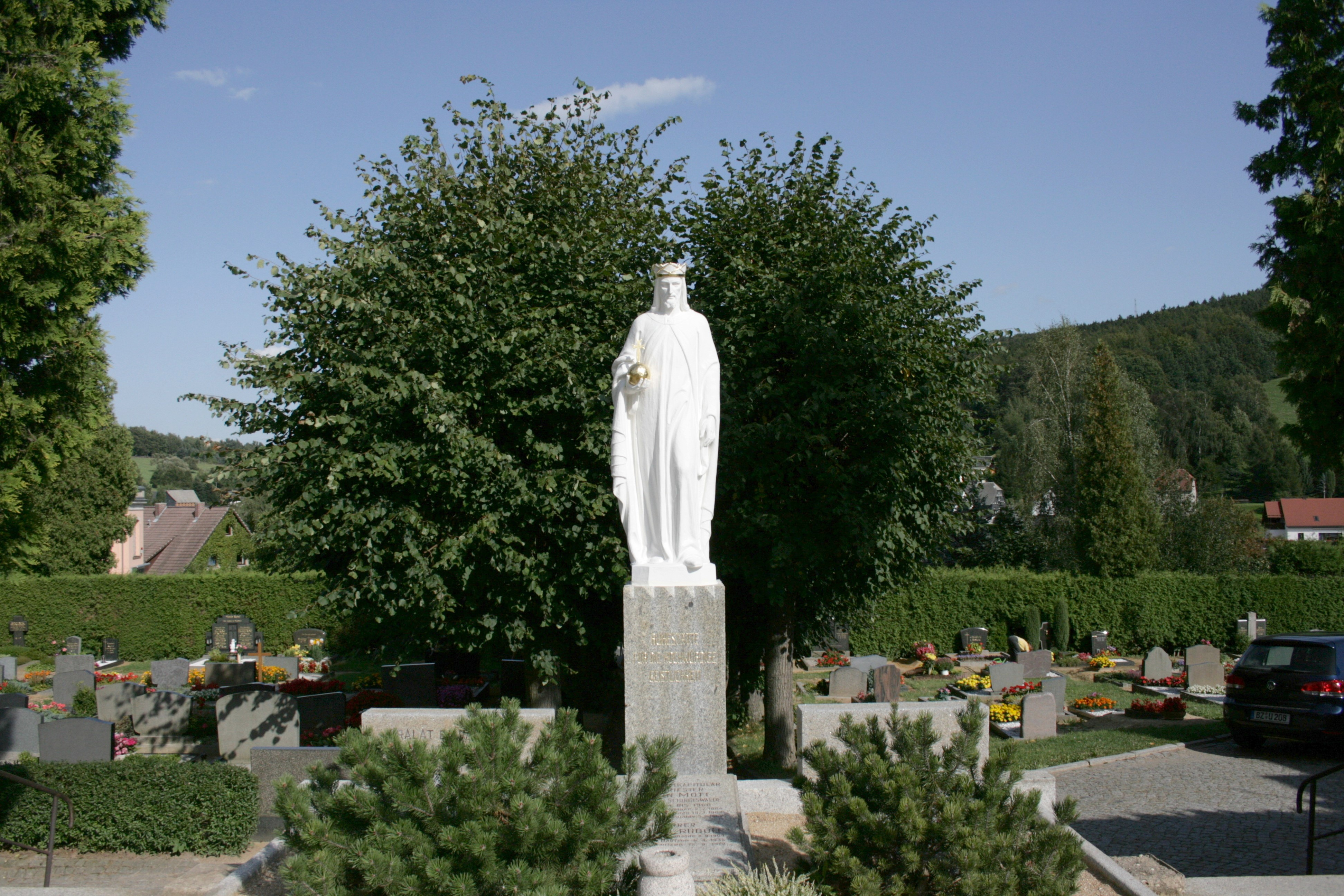
Socha Krista Krále